# Gauliga Nordmark 1935/36
De Gauliga Nordmark 1935/36 was het derde voetbalkampioenschap van de Gauliga Nordmark. Eimsbütteler TV werd kampioen en plaatste zich voor de eindronde om de Duitse landstitel, waar de club in de groepsfase uitgeschakeld werd.

## Eindstand
| Plaats | Club                     | Wed. | W  | G | V  | Saldo | Ptn   |
| ------ | ------------------------ | ---- | -- | - | -- | ----- | ----- |
| 1.     | Eimsbütteler TV          | 18   | 17 | 0 | 1  | 89:26 | 34:02 |
| 2.     | SC Victoria Hamburg      | 18   | 13 | 1 | 4  | 67:33 | 27:09 |
| 3.     | Hamburger SV             | 18   | 10 | 3 | 5  | 49:38 | 23:13 |
| 4.     | Kieler SV Holstein       | 18   | 9  | 1 | 8  | 55:53 | 19:17 |
| 5.     | SV Polizei Lübeck        | 18   | 7  | 4 | 7  | 49:54 | 18:18 |
| 6.     | Altonaer FC 1893 VfL     | 18   | 7  | 2 | 9  | 41:39 | 16:20 |
| 7.     | Lübecker BV Phönix 03    | 18   | 6  | 4 | 8  | 37:50 | 16:20 |
| 8.     | SC Sperber Hamburg       | 18   | 6  | 1 | 11 | 26:53 | 13:23 |
| 9.     | SC Union 03 Altona       | 18   | 3  | 2 | 13 | 24:53 | 08:28 |
| 10.    | Militär SV Hansa Hamburg | 18   | 3  | 0 | 15 | 32:70 | 06:30 |

|  | Kampioen   |
|  | Degradatie |

## Promotie-eindronde

### Groep A
| Plaats | Club                | Wed. | Saldo | Ptn. |
| ------ | ------------------- | ---- | ----- | ---- |
| 1.     | FC St. Pauli        | 4    | 13:3  | 7:1  |
| 2.     | FV Borussia 03 Kiel | 4    | 7:4   | 5:3  |
| 3.     | Rostocker SC 1895   | 4    | 3:16  | 0:8  |

### Groep B
| Plaats | Club                   | Wed. | Saldo | Ptn. |
| ------ | ---------------------- | ---- | ----- | ---- |
| 1.     | Rothenburgsorter FK 08 | 4    | 10:7  | 6:2  |
| 2.     | Fortuna Glückstadt     | 4    | 11:9  | 4:4  |
| 3.     | SV Neustadt-Cleve      | 4    | 9:14  | 2:6  |

|  | Promotie |